# Cayos Dromedarios
Cayos Dromedarios är öar i Kuba.   De ligger i provinsen Provincia de Villa Clara, i den norra delen av landet, 250 km öster om huvudstaden Havanna. Arean är 24,6 kvadratkilometer.
Terrängen på Cayos Dromedarios är mycket platt. Öns högsta punkt är 13 meter över havet. Den sträcker sig 5,6 kilometer i nord-sydlig riktning, och 8,1 kilometer i öst-västlig riktning.